# Aidyn Smağulov
Aidyn Khudaibergenuly Smağulov (in kazako Айдын Құдайбергенұлы Смағұлов; Öskemen, 1º dicembre 1976) è un judoka kirghiso.
A maggio del 2000 ha conquistato il secondo posto ai Campionati Asiatici di Judo svolti ad Osaka. Nelle Olimpiadi del 2000 svoltasi a Sydney conquistò la medaglia di bronzo nella categoria 60 kg. La vittoria di Smagulov rappresenta la prima medaglia olimpica della storia del Kirghizistan.